# Andrij Jakymczuk
Andrij Jakymczuk (ukr. Андрій Якимчук; ur. 12 sierpnia 1986) – ukraiński wioślarz.

## Osiągnięcia
- Mistrzostwa Świata – Poznań 2009 – ósemka – 8. miejsce[1].
- Mistrzostwa Europy – Brześć 2009 – ósemka – 2. miejsce[1].